# Prix littéraires 2022
Liste des prix littéraires décernés au cours de l'année 2022 :

## Prix internationaux
- Prix Nobel de littérature : Annie Ernaux ( France)[1]
- Prix européen de littérature : Valeria Luiselli (Mexique)
- Prix Princesse des Asturies de littérature : Juan Mayorga[2],[3]
- Prix Jean-Arp de littérature francophone :
- Prix des cinq continents de la francophonie : Monique Proulx ( Canada) pour Enlève la nuit
- Prix SACD de la dramaturgie francophone : Emmelyne Octavie (d)  pour À contre-courant, nos larmes ( France)
- Grand prix littéraire d'Afrique noire : Noël Nétonon Ndjékéry ( Tchad)[4]
- Prix international Booker : Geetanjali Shree ( Inde) pour Tomb of Sand (Ret Samadhi, au-delà de la frontière)[5].
- Prix Cervantes : Rafael Cadenas ( Venezuela)[6]
- Prix Orange du Livre en Afrique : Yamen Manaï ( Tunisie) pour Bel Abîme[7]
- Grand prix de littérature du Conseil nordique : Solvej Balle (Danemark) pour Om udregning af rumfang I, II og III
- Neustadt International Prize for Literature : Boubacar Boris Diop (Sénégal)

## Allemagne
- Prix littéraire de la Fondation Konrad Adenauer : Barbara Honigmann[8]
- Prix Georg-Büchner : Emine Sevgi Özdamar[9]
- Prix Friedrich Hölderlin (Bad Homburg) : Monika Rinck (de)
- Prix Anna-Seghers : Yael Inokai, Alia Trabucco Zeran[10]
- Prix du livre allemand : Kim de l'Horizon[11]
- Prix frère et sœur Scholl : Andreï Kourkov pour Journal d'une invasion[12]

## Belgique
- Prix Marcel-Thiry : Zoé Derleyn pour Debout dans l'eau[13],[14]
- Prix Victor-Rossel : Stéphane Lambert pour L'Apocalypse heureuse[15]
- Prix Bob Morane :
  - Roman francophone : Serge Brussolo pour Le Cavalier du Septième Jour
  - Roman étranger : Ben H. Winters pour Golden state
  - Nouvelles : Jocelyn Witz pour Évolution(s)
- Prix Filigranes :
- Prix d'honneur Filigranes :

## Canada
- Prix Athanase-David : Michel Rabagliati[16]
- Prix littéraire des collégiens : Caroline Dawson[17]
- Prix littéraire France-Québec : Louis-François Dallaire [18]
- Prix littéraire Québec-France Marie-Claire-Blais : Salomé Berlemont-Gilles, Le premier qui tombera
- Prix Robert-Cliche : Plessis, de Joël Bégin
- Grand prix du Salon du livre de Toronto : Janine Messadié, Lettre à Tahar Ben Jelloun (L’Interligne)[19]
- Prix Giller: Suzette Mayr pour The Sleeping Car Porter (Le porteur de nuit)

## Chili
- Prix national de littérature : Hernán Rivera Letelier[20],[21]

## Corée du Sud
- Prix Gongcho :
- Prix Jeong Ji-yong :
- Prix de littérature contemporaine (Hyundae Munhak) :
  - Catégorie « Poésie » :
  - Catégorie « Roman » :
  - Catégorie « Critique » :
- Prix Manhae :
- Prix Park Kyung-ni : Amin Maalouf
- Prix Yi Sang :

## Danemark
- Prix Hans Christian Andersen : Marie-Aude Murail[22]

## Espagne
- Prix Cervantes : Rafael Cadenas ( Venezuela)[6]
- Prix Nadal : Inés Martín Rodrigo, pour Las formas del querer[23]
- Prix Planeta : Luz Gabás, pour Lejos de Luisiana[24]
- Prix national des lettres espagnoles : Luis Landero (auteur en castillan)[25],[26]
- Prix national de littérature narrative : Marilar Aleixandre (es), pour As malas mulleres
- Prix national de poésie : Aurora Luque (es) pour Un número finito de veranos[27]
- Prix national de la jeune poésie : Ismael Ramos (gl) pour Lixeiro (traduit en espagnol sous le titre Ligero)
- Prix national de l'essai : Joan-Carles Mèlich (es), pour La fragilidad del mundo
- Prix national de littérature dramatique : Josep Maria Miró (es), pour El cos més bonic que s'haurà trobat mai en aquest lloc (en catalan)[28]
- Prix national de littérature d'enfance et de jeunesse : Rafael Salmerón López (es), pour La rama seca del cerezo[29]
- Prix Adonáis de poésie : Luis Escavy, pour Victoria menor[30]
- Prix Anagrama : Josep Maria Fradera (es), pour Antes del antiimperialismo. Genealogía y límites de una tradición humanitaria
- Prix Loewe : Reiniel Pérez, pour Las sílabas y el cuerpo[31]
- Prix de la nouvelle courte Casino Mieres :
- Prix d'honneur des lettres catalanes : Antònia Vicens i Picornell[32]
- Prix national de littérature de la Generalitat de Catalogne : Mar Bosch Oliveras pour L'edat dels vius
- Journée des lettres galiciennes : Florencio Delgado (gl)
- Prix de la critique Serra d'Or :
  - Catégorie « Roman » : Víctor García Tur (ca) pour L'aigua que vols[33]
  - Catégorie « Poésie » : Carles Dachs (ca) pour le recueil Vent a la mà[33]
  - Catégorie « Essai » : Joan Todó (ca) pour La vérité est un portail. Vie et opinions de Joaquim Soler i Ferret[33]
  - Catégorie « Traduction » : Josep Maria Jaumà i Musté (ca) pour la Poésie Complète de T. S. Eliot[33]

## États-Unis
- National Book Award : 
  - Catégorie « Fiction » : Tess Gunty pour  Écoutez-moi jusqu'à la fin (The Rabbit Hutch)
  - Catégorie « Non-Fiction » : Imani Perry pour South to America
  - Catégorie « Poésie » : John Keene pour  Punks: New & Selected Poems
  - Catégorie  « Littérature jeunesse » : Sabaa Tahir pour  All My Rage
- Prix Hugo : 
  - Prix Hugo du meilleur roman : Une désolation nommée paix (A Desolation Called Peace) par Arkady Martine
  - Prix Hugo du meilleur roman court : Un psaume pour les recyclés sauvages (A Psalm for the Wild-Built) par Becky Chambers
  - Prix Hugo de la meilleure nouvelle longue : Les Bots de l’arche perdue (Bots of the Lost Ark) par Suzanne Palmer (en)
  - Prix Hugo de la meilleure nouvelle courte : Where Oaken Hearts Do Gather par Sarah Pinsker
  - Prix Hugo de la meilleure série littéraire : Les Enfants indociles (Wayward Children) par Seanan McGuire
- Prix Locus :
  - Prix Locus du meilleur roman de science-fiction : Une désolation nommée paix (A Desolation Called Peace) par Arkady Martine
  - Prix Locus du meilleur roman de fantasy : L'Héritage du jade (Jade Legacy) par Fonda Lee
  - Prix Locus du meilleur roman d'horreur : Mon cœur est une tronçonneuse (My Heart Is a Chainsaw) par Stephen Graham Jones
  - Prix Locus du meilleur roman pour jeunes adultes : Victories Greater Than Death par Charlie Jane Anders
  - Prix Locus du meilleur premier roman : Maître des djinns (A Master of Djinn) par P. Djèlí Clark
  - Prix Locus du meilleur roman court : Télémétrie fugitive (Fugitive Telemetry) par Martha Wells
  - Prix Locus de la meilleure nouvelle longue : That Story Isn’t the Story par John Wiswell (en)
  - Prix Locus de la meilleure nouvelle courte : Where Oaken Hearts Do Gather par Sarah Pinsker
  - Prix Locus du meilleur recueil de nouvelles : Even Greater Mistakes par Charlie Jane Anders
- Prix Nebula :
  - Prix Nebula du meilleur roman : Babel (Babel) par R. F. Kuang
  - Prix Nebula du meilleur roman court : Even Though I Knew the End par C. L. Polk (en)
  - Prix Nebula de la meilleure nouvelle longue : If You Find Yourself Speaking to God, Address God with the Informal You par John Chu (en)
  - Prix Nebula de la meilleure nouvelle courte : Rabbit Test par Samantha Mills
- Prix Pulitzer :
  - Catégorie « Fiction » : Joshua Cohen pour Les Nétanyahou (The Netanyahus)
  - Catégorie « Biographie et Autobiographie » : Winfred Rembert et Erin I. Kelly pour Chasing Me to My Grave: An Artist's Memoir of the Jim Crow South
  - Catégorie « Essai » : Andrea Elliott pour Invisible Child: Poverty, Survival & Hope in an American City
  - Catégorie « Histoire » : Nicole Eustace pour Covered with Night et Ada Ferrer pour Cuba: An American History
  - Catégorie « Poésie » : Diane Seuss pour frank: sonnets
  - Catégorie « Théâtre » : James Ijames pour Fat Ham
- Prix Agatha : 
  - Catégorie « Meilleur roman contemporain » :A World of Curiosities de Louise Penny
  - Catégorie « Meilleur roman historique » : Because I Could Not Stop for Death de Amanda Flower
  - Catégorie « Meilleur premier roman » : Cheddar Off Dead de Korina Moss
  - Catégorie « Meilleure nouvelle » : Beauty and the Beyotch de Barb Goffman
  - Catégorie « Meilleure œuvre de non-fiction » : Promophobia: Taking the Mystery Out of Promoting Crime Fiction de Diane Vallere
  - Catégorie « Meilleure œuvre pour enfants et jeunes adultes » : Enola Holmes and the Elegant Escapade de Nancy Springer

## Finlande
- Prix Jarl-Hellemann : Sari Selander, trad. de Ce que nous avons perdu dans le feu de Mariana Enríquez

## France
- Prix Femina : Un chien à ma table de Claudie Hunzinger[34]
  - Prix Femina étranger : La Dépendance de Rachel Cusk[35]
  - Prix Femina essai : Tombeaux d'Annette Wieviorka[36]
  - Prix Femina des lycéens : Tenir sa langue de Polina Panassenko[37]
  - Prix spécial : Krzysztof Pomian (pour l’ensemble de son œuvre)
- Prix Goncourt : Vivre vite de Brigitte Giraud[38]
  - Prix Goncourt du premier roman : Les Envolés de Étienne Kern[39]
  - Prix Goncourt des lycéens : Beyrouth-sur-Seine de Sabyl Ghoussoub[40]
  - Prix Goncourt de la nouvelle : Le musée des contradictions d'Antoine Wauters[41]
  - Prix Goncourt de la poésie : Jean-Michel Maulpoix pour l'ensemble de son œuvre[42]
  - Prix Goncourt de la biographie : Léopold Sédar Senghor de Jean-Pierre Langellier[43]
  - Liste Goncourt : le choix polonais : Le cœur ne cède pas de Grégoire Bouillier[44]
- Prix Médicis : La Treizième Heure d'Emmanuelle Bayamack-Tam[45]
  - Prix Médicis étranger : Les Abeilles grises d'Andreï Kourkov[46]
  - Prix Médicis essai : Le Témoin jusqu’au bout de Georges Didi-Huberman
- Prix Renaudot : Performance de Simon Liberati[47]
  - Prix Renaudot essai : Déjeunons sur l'herbe de Guillaume Durand[48]
  - Prix Renaudot du livre de poche : Vivre avec nos morts de Delphine Horvilleur[49]
  - Prix Renaudot des lycéens : On était des loups de Sandrine Collette[50]
- Grand prix du roman de l'Académie française : Le Mage du Kremlin de Giuliano da Empoli[51]
- Prix Interallié : Roman fleuve de Philibert Humm[52]
- Prix Jean-Freustié : Monument national de Julia Deck[53]
- Prix Joseph-Kessel : Fenua de Patrick Deville[54]
- Prix du Livre Inter : Mahmoud ou la montée des eaux de Antoine Wauters[55]
- Prix Stanislas du premier roman : Jean-Luc et Jean-Claude de Laurence Potte-Bonneville[56]
- Prix Première Plume : Les Enfants endormis, d'Anthony Passeron[57]
- Prix du premier roman français : Les gens de Bilbao naissent où ils veulent de Maria Larrea[58]
- Prix du premier roman étranger : Le Lâche de Jarred McGinnis
- Prix de l'Académie française Maurice-Genevoix : Châteaux de sable de Louis-Henri de La Rochefoucauld[59]
- Prix Maurice-Genevoix : Je crois aux arbres de Jacques Tassin
- Prix François-Mauriac de l'Académie française : Zita de Olivier Hercend[60]
- Prix François-Mauriac de la région Aquitaine : La rafle du Vel d’Hiv de Laurent Joly
- Grand prix de la francophonie : Trinh Xuan Thuan et le journal quotidien libanais francophone L’Orient-Le Jour[61]
- Prix Alexandre-Vialatte :  Philippe B. Grimbert pour La revanche du prépuce (Le Dilettante)[62]
- Prix André-Malraux, catégorie roman engagé : Le cœur ne cède pas de Grégoire Bouillier
- Prix André-Malraux, catégorie essai sur l'art : Traverser l’invisible, Énigmes figuratives de Francesca Woodman et Vivian Maier de Marion Grébert
- Prix Décembre : Quand tu écouteras cette chanson de Lola Lafon[63]
- Prix des Deux Magots : Châteaux de Sable de Louis-Henri de La Rochefoucauld[64]
- Prix de Flore : Chienne et louve de Joffrine Donnadieu[65]
- Prix Fragonard de littérature étrangère : Théodora Dimova, pour Les Dévastés (Éditions des Syrtes)
- Prix de la Closerie des Lilas : Les Silences d’Ogliano de Elena Piacentini[66]
- Prix Fénéon : Les méduses n'ont pas d'oreilles de Adèle Rosenfeld
- Prix France Culture-Télérama (Prix du roman des étudiants France Culture-Télérama) : Au vent mauvais de Kaouther Adimi
- Prix littéraire des étudiants de Sciences-Po : La Carte postale de Anne Berest[67]
- Prix littéraire ENS Paris-Saclay : Le Passeur de Stéphanie Coste[68]
- Prix Landerneau des lecteurs : La Treizième heure de Emmanuelle Bayamack-Tam[69]
- Prix de la BnF : Pierre Michon[70]
- Prix Boccace : Western Spaghetti de Sara-Ànanda Fleury
- Prix Jean-Monnet de littérature européenne du département de la Charente : Ton absence n’est que ténèbres de Jón Kalman Stefánsson
- Grand prix Jean-Giono : On était des loups de Sandrine Collette[71]
- Prix du Quai des Orfèvres : La Muse rouge de Véronique de Haas[72]
- Prix des libraires : Blizzard de Marie Vingtras[73]
- Prix du roman Fnac : Sa préférée de Sarah Jollien-Fardel[74]
- Prix Eugène-Dabit du roman populiste : Les Garçons de la cité-jardin de Dan Nisand[75]
- Grand prix RTL-Lire : 555 de Hélène Gestern[76]
- Prix France Télévisions, catégorie roman : La Patience des traces de Jeanne Benameur[77]
- Prix France Télévisions, catégorie essai : Où donc est le bonheur de Marianne Chaillan[77]
- Prix littéraire du Monde :  Attaquer la terre et le soleil de Mathieu Belezi[78]
- Grand prix des lectrices de Elle[79] :
  - Grand Prix du roman : La Carte postale de Anne Berest
  - Grand Prix du polar : La Colline aux disparus de Tana French (Italie-USA)
  - Grand Prix du document : Ne t'arrête pas de courir de Mathieu Palain
- Grand Prix Roman de l'été Femme Actuelle :
  - Roman de l'été :
  - Polar de l'été :
  - Prix du Jury :
- Grand prix de l'Imaginaire :
  - Grand prix de l'Imaginaire « Roman francophone » : Vivonne de Jérôme Leroy
  - Grand prix de l'Imaginaire « Roman étranger» : Notre part de nuit de Mariana Enriquez
  - Grand prix de l'Imaginaire « Nouvelle francophone » : Plasmas de Céline Minard
  - Grand prix de l'Imaginaire « Nouvelle étrangère » : Tous les noms qu'ils donnaient à Dieu de Anjali Sachdeva
  - Grand prix de l'Imaginaire « Roman jeunesse francophone » : Prospérine Virgule-Point et la Phrase sans fin de Laure Dargelos
  - Grand prix de l'Imaginaire « Roman jeunesse étranger » : Les Guerriers orphelins de Lian Hearn
- Grand Prix de Poésie de la SGDL : Réacteur 3 [Fukushima] de Ludovic Bernhardt[80]
- Prix Rosny aîné « Roman » : L'Évangile selon Myriam de Ketty Steward
- Prix Rosny aîné « Nouvelle » : Mécanique en apesanteur de Bénédicte Coudière
- Prix Russophonie :
- Prix Wepler : Les Enfants endormis de Anthony Passeron, publié chez Globe[81]
- Feuille d'or de la ville de Nancy - Prix des médias : Dernier travail de Thierry Beinstingel[82]
- Prix Octave-Mirbeau :
- Grand prix de la ville d'Angoulême : Julie Doucet[83]
- Fauve d'or : prix du meilleur album : Écoute, jolie Marcia de Marcello Quintanilha[84]
- Prix littéraire des Grandes Écoles :
- Prix mondial Cino-Del-Duca : Haruki Murakami[85]
- Prix littéraire de la Ville de Caen : Soleil amer de Lilia Hassaine[86]
- Prix Marguerite-Yourcenar : Chantal Thomas pour l'ensemble de son œuvre
- Prix Heredia : Jean D'Amérique pour Rhapsodie rouge
- Prix Orange du Livre : Laurine Roux pour L'autre moitié du monde
- Prix Terre de France : Oriane Jeancourt Galignani (d)  pour Quand l'arbre tombe
- Prix Terre de France - Ouest-France : Stéphane Emond (écrivain) (d)  pour Argonne
- Prix Amerigo-Vespucci : Fabien Truong (d)  pour La taille des arbres
- Prix Amerigo-Vespucci Jeunesse : Eva Bensard (d)  et Daniele Castelli pour Hokusai et le Fujisan
- Prix Amerigo-Vespucci de la BD géographique : Étienne Davodeau pour Le droit du sol
- Prix Hors Concours : Noël Nétonon Ndjékéry, pour Il n'y a pas d'arc-en-ciel au paradis[87]
- Prix Albatros : Michel Izard pour Le mystère de l'île aux cochons

## Italie
- Prix Strega : Mario Desiati, Spatriati (Einaudi) 
  - Prix Strega européen : Amélie Nothomb: Primo sangue (Voland), traduit par Federica Di Lella; ex aequo Michail Pavlovič Šiškin: Punto di fuga (21lettere), traduit par Emanuela Bonacorsi
- Prix Bagutta : Benedetta Craveri, La contessa (Adelphi) 
  - Prix Bagutta de la première œuvre : Bernardo Zannoni, I miei stupidi intenti (Sellerio)
- Prix Bancarella : Stefania Auci, L'inverno dei leoni (Nord)
- Prix Brancati :
  - Fiction :
  - Poésie :
  - Jeunes :
- Prix Campiello : Bernardo Zannoni pour I miei stupidi intenti
  - Prix Campiello de la première œuvre : Francesca Valente, Altro nulla da segnalare (Einaudi)
  - Prix de la Fondation Il Campiello : Corrado Stajano
  - Prix Campiello Giovani : Antonella Sbuelz
  - Prix Campiello dei Campielli : Primo Levi, La tregua
- Prix Malaparte : Daniel Mendelsohn[88].
- Prix Napoli :
  - Fiction : Titti Marrone pour Se solo il mio cuore fosse pietra (Feltrinelli)
  - Poésie : Valerio Magrelli pour Exfanzia (Einaudi)
  - Essai : Enzo Traverso pour Rivoluzione 1789-1989 (Feltrinelli)
- Prix Stresa : Fabio Stassi (it) pour Mastro Geppetto (Sellerio)
- Prix Viareggio :
  - Roman : Veronica Raimo (it), Niente di vero (Einaudi)
  - Essai : Silvia Ronchey (it), L'ultima immagine (Rizzoli)
  - Poésie : Claudio Damiani (it), Prima di nascere (Fazi)
  - Première œuvre : Pietro Castellitto, Gli iperborei (Bompiani)
  - Prix spéciaux : Wlodek Goldkorn (Prix international), Silvia Sciorilli Borrelli (it) (Prix journalisme), Agnese Pini (it) (mention spéciale)
- Prix Scerbanenco : Enrico Pandiani pour Fuoco[89]
- Prix Raymond-Chandler : Harlan Coben
- Prix Pozzale Luigi Russo : Caterina Bonvicini, Mediterraneo. A bordo delle navi umanitarie[90]

## Japon
- Prix Akutagawa : 
  - janvier : Junko Takase (ja) pour Oishii Gohan ga Taberaremasuyōni (おいしいごはんが食べられますように)
  - juillet : Atsushi Satō (ja) pour Arechi no Kazoku (荒地の家族) et Iko Idogawa (ja) pour Kono Yo no Yorokobi yo (この世の喜びよ)

## Monaco
- Prix Prince-Pierre-de-Monaco : Vénus Khoury-Ghata[91]

## Royaume-Uni
- Prix Booker : Shehan Karunatilaka pour The Seven Moons of Maali Almeida (Les Sept Lunes de Maali Almeida)
- Women's Prize for Fiction : Ruth Ozeki pour The Book of Form and Emptiness (Le Fardeau tranquille des choses)

## Russie
- Prix Bolchaïa Kniga : Pavel Basinskypour (ru) pour le livre « L'Histoire vraie d'Anna Karénine » (Подлинная история Анны Карениной)

## Suisse
- Prix Jan-Michalski de littérature :
- Prix Michel-Dentan :
- Prix du roman des Romands :
- Prix Schiller :
- Prix Ahmadou-Kourouma :